# Кубок володарів кубків 1968—1969
Кубок володарів кубків 1968—1969 — 9-ий розіграш Кубка володарів кубків УЄФА, європейського клубного турніру для переможців національних кубків. 

## Учасники
| №п/п | Клуб                   | Турнір                                     |
| ---- | ---------------------- | ------------------------------------------ |
| 1    | «Вест-Бромвіч Альбіон» | Володар Кубка Англії 1967—1968             |
| 2    | «Дьйор»                | Володар Кубка Угорщини 1967                |
| 3    | «Данфермлін Атлетік»   | Володар Кубка Шотландії 1967—1968          |
| 4    | «Торіно»               | Володар Кубка Італії 1967—1968             |
| 5    | «Барселона»            | Володар Кубка Іспанії 1967—1968            |
| 6    | «Кельн»                | Володар Кубка ФРН 1968                     |
| 7    | «Слован»               | Володар Кубка Чехословаччини 1967—1968     |
| 8    | «Гурник»               | Володар Кубка Польщі 1967—1968             |
| 9    | «Порту»                | Володар Кубка Португалії 1967—1968         |
| 10   | «Кардіфф Сіті»         | Володар Кубка Уельсу 1967—1968             |
| 11   | «Бор»                  | Фіналіст Кубка Югославії 1967—1968         |
| 12   | «Динамо» (Москва)      | Володар Кубка СРСР 1966—1967               |
| 13   | «Спартак»              | Володар Кубка Болгарії 1967—1968           |
| 14   | «АДО Ден Гаг»          | Володар Кубка Нідерландів 1967—1968        |
| 15   | «Динамо» (Бухарест)    | Володар Кубка Румунії 1967—1968            |
| 16   | «Брюгге»               | Володар Кубка Бельгії 1967—1968            |
| 17   | «Уніон»                | Володар Кубка НДР 1967—1968                |
| 18   | «Бордо»                | Фіналіст Кубка Франції 1967—1968           |
| 19   | «Грацер»               | Фіналіст Кубка Австрії 1967—1968           |
| 20   | «Олімпіакос»           | Володар Кубка Греції 1967—1968             |
| 21   | «Лугано»               | Володар Кубка Швейцарії 1967—1968          |
| 22   | «Алтай»                | Фіналіст Кубка Туреччини 1967—1968         |
| 23   | «Норрчепінг»           | Фіналіст Кубка Швеції 1967                 |
| 24   | «Крузейдерс»           | Володар Кубка Північної Ірландії 1967—1968 |
| 25   | «Люн»                  | Володар Кубка Норвегії 1967                |
| 26   | «Раннерс Фрея»         | Володар Кубка Данії 1967—1968              |
| 27   | «Шемрок Роверс»        | Володар Кубка Ірландії 1967—1968           |
| 28   | «Партизані»            | Володар Кубка Албанії 1967—1968            |
| 29   | «Рюмеланж»             | Володар Кубка Люксембургу 1967—1968        |
| 30   | «Сліма Вондерерс»      | Володар Кубка Мальти 1967—1968             |
| 31   | КР                     | Володар Кубка Ісландії 1967                |
| 32   | АПОЕЛ                  | Володар Кубка Кіпру 1967—1968              |

## Перший раунд
Після вторгнення СРСР у Чехословаччину команди Спартак (Софія), Уніон (Берлін), Гурник (Забже), Динамо (Москва) та Дьйор за рішенням УЄФА були зняті зі змагань після погрози бойкоту турніру командами Західної Європи.
| Команда 1                | Заг.    | Команда 2            | 1-й матч | 2-й матч |
| ------------------------ | ------- | -------------------- | -------- | -------- |
| Динамо (Бухарест)        | +:-     | Дьйор                | -:-      | -:-      |
| 18/29 вересня 1968       |         |                      |          |          |
| Рюмеланж                 | 2:2 (ч) | Сліма Вондерерс      | 2:1      | 0:1      |
| 18 вересня/2 жовтня 1968 |         |                      |          |          |
| Партизані                | 2:3     | Торіно               | 1:0      | 1:3      |
| Брюгге                   | 3:3 (ч) | Вест-Бромвіч Альбіон | 3:1      | 0:2      |
| Данфермлін Атлетік       | 12:1    | АПОЕЛ                | 10:1     | 2:0      |
| Раннерс Фрея             | 3:1     | Шемрок Роверс        | 1:0      | 2:1      |
| Бордо                    | 2:4     | Кельн                | 2:1      | 0:3      |
| Кардіфф Сіті             | 3:4     | Порту                | 2:2      | 1:2      |
| Крузейдерс               | 3:6     | Норрчепінг           | 2:2      | 1:4      |
| Лугано                   | 0:4     | Барселона            | 0:1      | 0:3      |
| Слован (Братислава)      | 3:2     | Бор                  | 3:0      | 0:2      |
| Алтай                    | 4:5     | Люн                  | 3:1      | 1:4      |
| 19 вересня/3 жовтня 1968 |         |                      |          |          |
| АДО Ден Гаг              | 6:1     | Грацер               | 4:1      | 2:0      |
| 20/22 вересня 1968       |         |                      |          |          |
| Олімпіакос               | 4:0     | КР                   | 2:0      | 2:0      |

## Другий раунд
Команди Торіно та Барселона пройшли до наступного раунду після жеребкування.
| Команда 1                   | Заг. | Команда 2            | 1-й матч | 2-й матч |
| --------------------------- | ---- | -------------------- | -------- | -------- |
| 31 жовтня/17 листопада 1968 |      |                      |          |          |
| Люн                         | 4:3  | Норрчепінг           | 2:0      | 2:3      |
| 12/27 листопада 1968        |      |                      |          |          |
| АДО Ден Гаг                 | 0:4  | Кельн                | 0:1      | 0:3      |
| 13/27 листопада 1968        |      |                      |          |          |
| Раннерс Фрея                | 8:0  | Сліма Вондерерс      | 6:0      | 2:0      |
| Данфермлін Атлетік          | 4:3  | Олімпіакос           | 4:0      | 0:3      |
| Порту                       | 1:4  | Слован (Братислава)  | 1:0      | 0:4      |
| Динамо (Бухарест)           | 1:5  | Вест-Бромвіч Альбіон | 1:1      | 0:4      |

## 1/4 фіналу
| Команда 1                | Заг. | Команда 2            | 1-й матч | 2-й матч |
| ------------------------ | ---- | -------------------- | -------- | -------- |
| 15 січня/19 лютого 1969  |      |                      |          |          |
| Данфермлін Атлетік       | 1:0  | Вест-Бромвіч Альбіон | 0:0      | 1:0      |
| 30 січня/8 лютого 1969   |      |                      |          |          |
| Люн                      | 4:5  | Барселона            | 2:3      | 2:2      |
| 19 лютого/5 березня 1969 |      |                      |          |          |
| Торіно                   | 1:3  | Слован (Братислава)  | 0:1      | 1:2      |
| 8/12 березня 1969        |      |                      |          |          |
| Кельн                    | 5:1  | Раннерс Фрея         | 2:1      | 3:0      |

## 1/2 фіналу
| Команда 1          | Заг. | Команда 2           | 1-й матч | 2-й матч |
| ------------------ | ---- | ------------------- | -------- | -------- |
| 2/19 квітня 1969   |      |                     |          |          |
| Данфермлін Атлетік | 1:2  | Слован (Братислава) | 1:1      | 0:1      |
| 9/23 квітня 1969   |      |                     |          |          |
| Кельн              | 3:6  | Барселона           | 2:2      | 1:4      |

## Фінал
| 21 травня 1969 |

| Слован (Братислава)                 | 3:2      | Барселона             |
| ----------------------------------- | -------- | --------------------- |
| Цветлер 2' Грівняк 30' Чапкович 42' | Протокол | Сальдуа 16' Решак 52' |

| Санкт-Якоб, Базель Глядачів: 19 478 Арбітр: Лоренс ван Равенс |

| Володар Кубка володарів кубків 1968—1969 |
| ---------------------------------------- |
| Чехословаччина                           |
| Слован (Братислава) 1-й титул            |